# Radio 180

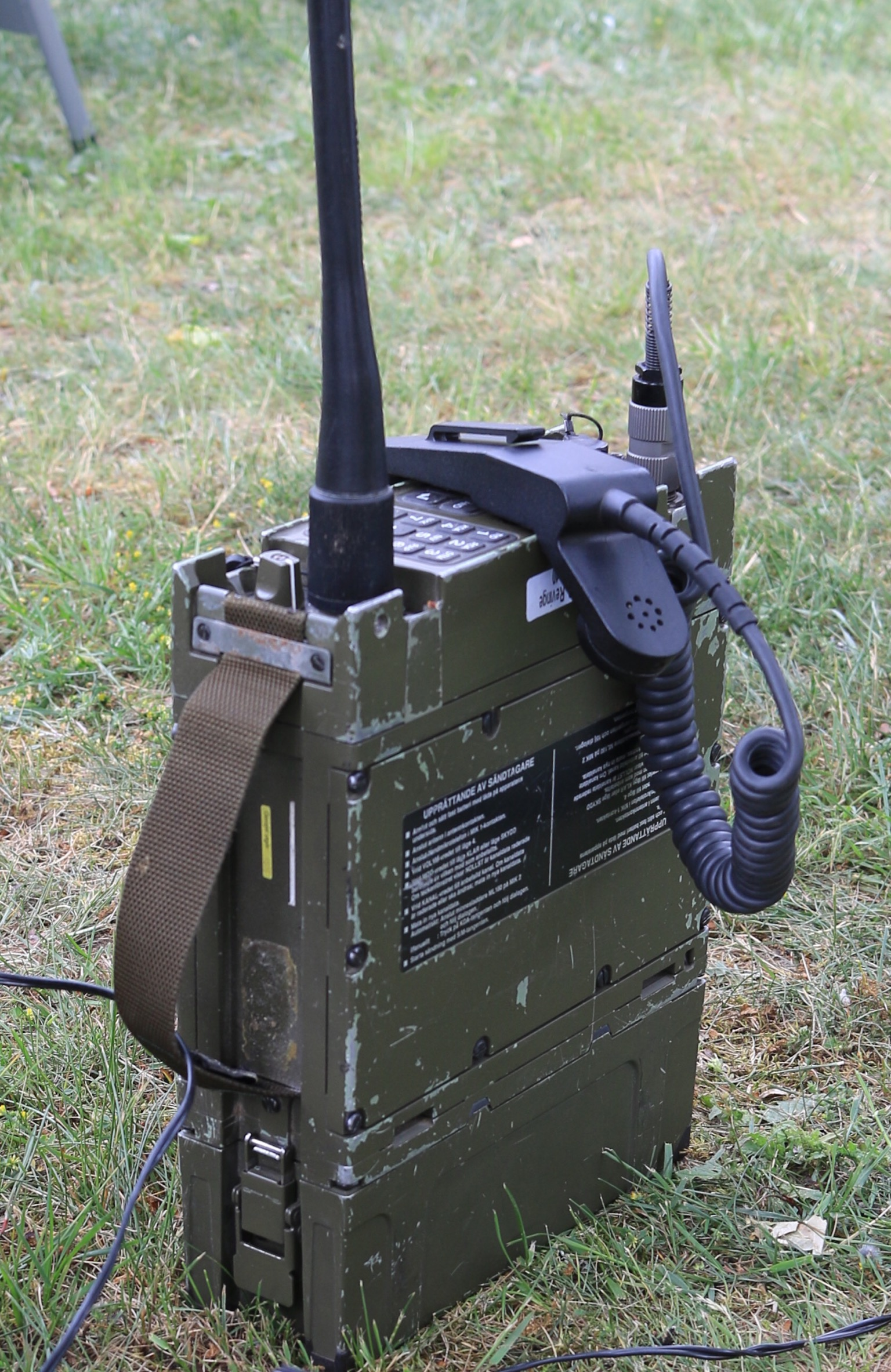
Radio 180

Radio 180 (Ra 180) heter en sändtagare för bandet 30-87 MHz som används inom Försvarsmakten. Kommunikation sker genom handmikrotelefon, hörtelefon eller DART 380. På radion monteras marschantenn eller normalantenn, men enheten kan även anslutas till högantenn så som högantenn 2 K eller fordonsantenn.

## Funktion
Utöver de grundläggande radioegenskaperna har Radio 180 förmåga att arbeta i så kallat skyddat läge. Sändtagaren synkroniseras då med övriga enheter som skall arbeta i samma nät, och enheterna börjar sedan hoppa mellan olika frekvenser över 100 gånger i sekunden på ett sätt som gör det nära omöjligt att lyssna på signalen om man inte på förhand vet vilken sekvens som skall användas. Radion blir därmed mycket svårare att pejla än en radio som håller sig på en och samma frekvens. Utöver frekvenshoppandet är själva talsignalen (när radion inte används för dataöverföring) krypterad. Kryptofunktionen (Trafikskydd) betecknas MAAI.

## Varianter
Radio 180 förekommer även i en fordonsmonterad version med samma sändtagardel, men med starkare sändare. Denna modell kallas Radio 180 F (Fordonsmonterad) eller Radio 480 (Ursprunglig tillverkarbenämning).

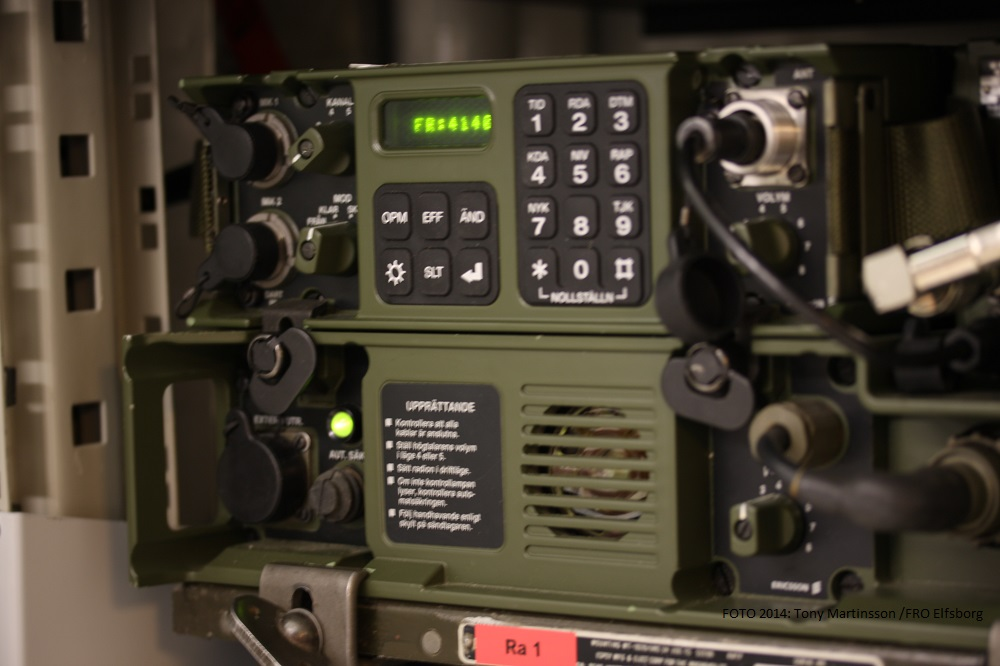
Radio 180F

## Tekniska data
- Frekvensområde: 30,000 -87,975 MHz
- Separation: 25kHz
- Uteffekt: 0,025W, 5W (50W Fordon)
- Räckvidd: cirka 4-20km (beror på terräng och antenntyper)
- Vikt: 10 kg (17 kg fordon)
- Drifttid: cirka 10 timmar
- Kanalminnen: 8+8 (Klar+Skydd)

## Övrig materiel, tillbehör
- DART 380 (Datarapporteringsterminal)
- Minnesladdare 180 (ges ej ut)
- PC-Dart
- Strömförsörjningsdon Ra 180
- Högantenn 2K
- Fordonsantenn